# زلاتوگراد
زلاتوگراد شهری در استان اسمولیان کشور بلغارستان است که جمعیت آن در سال ۲۰۰۱ میلادی ۷٬۸۸۷ نفر بوده‌است.

## نگارخانه

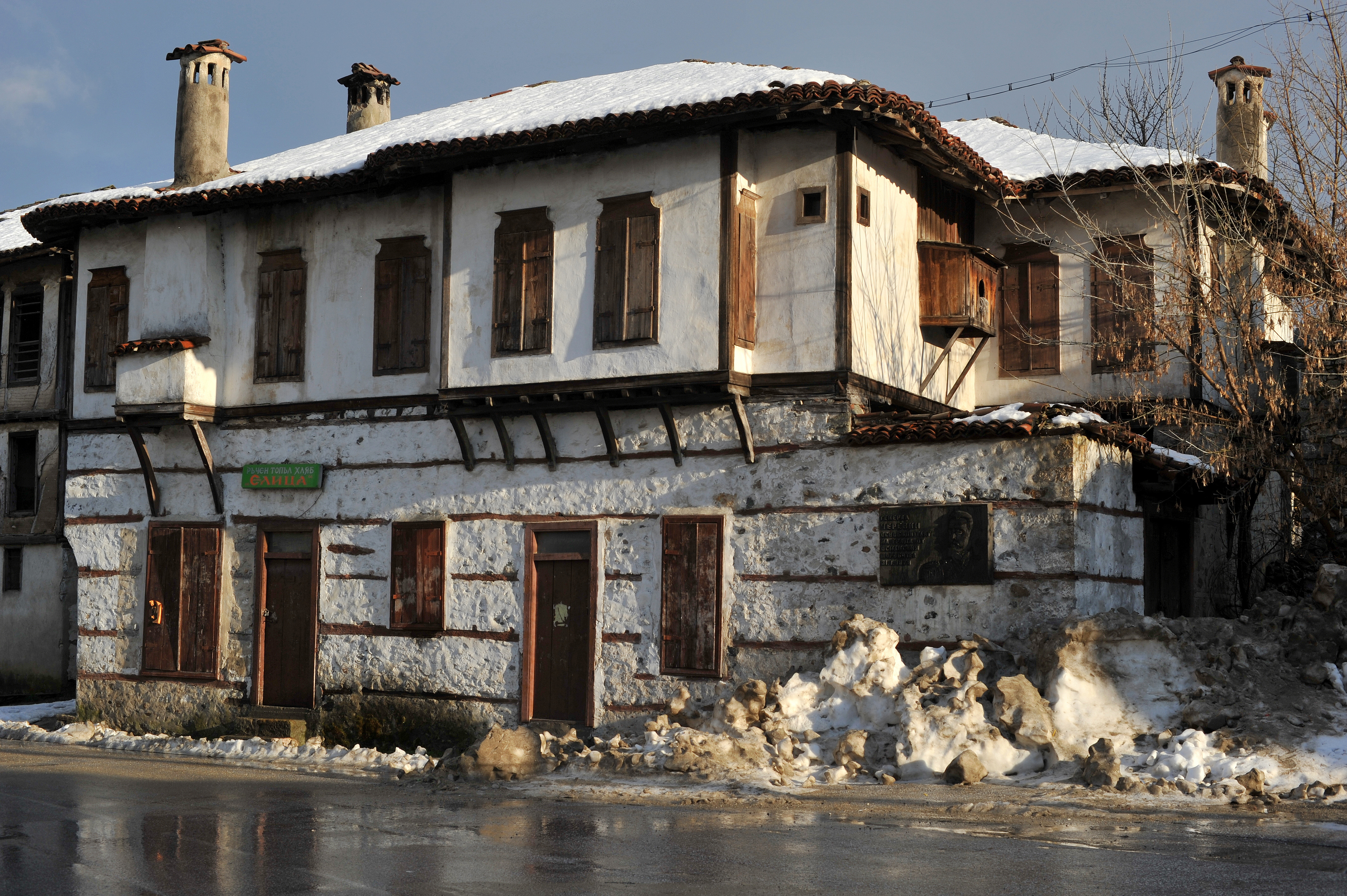
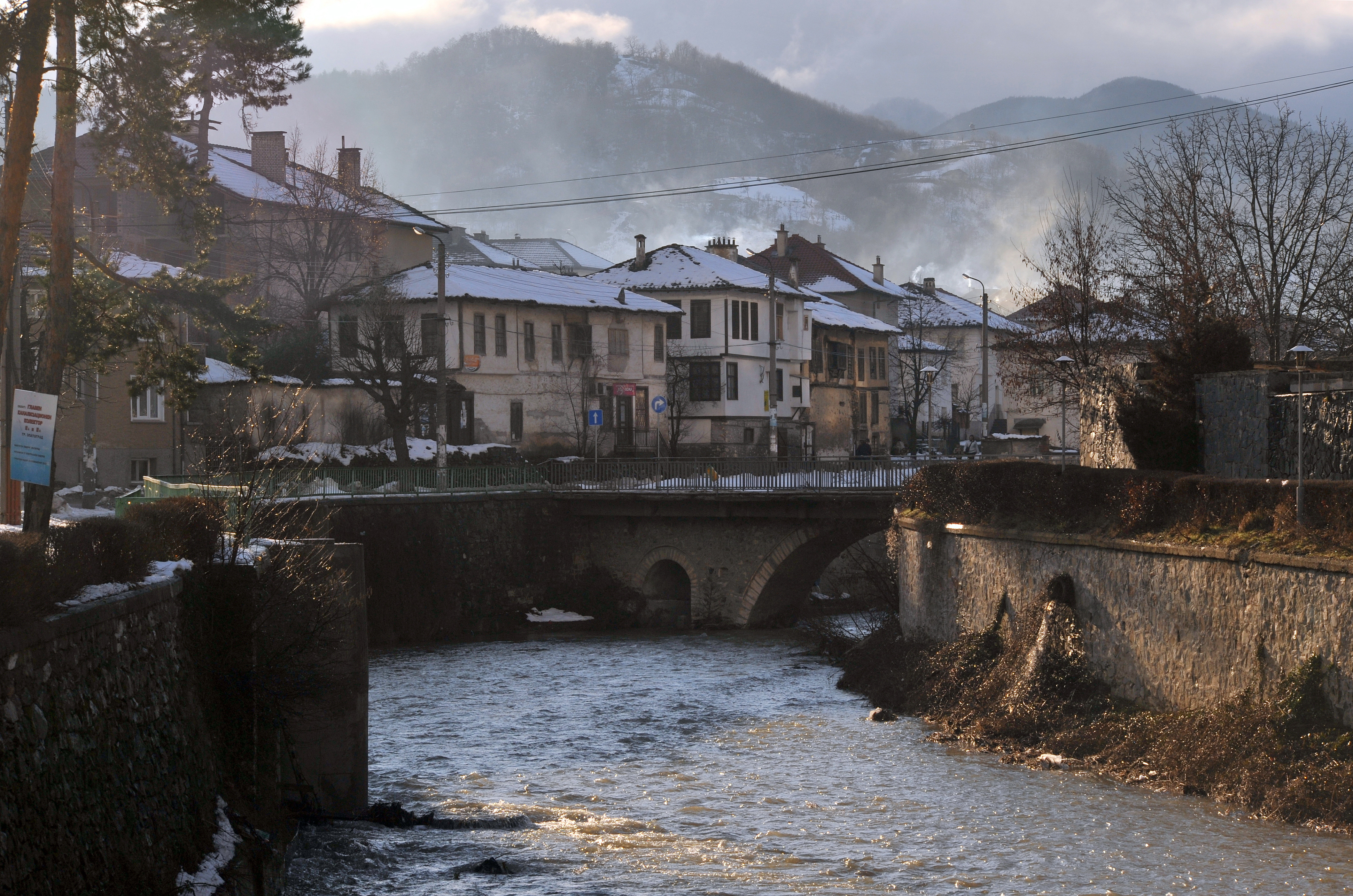
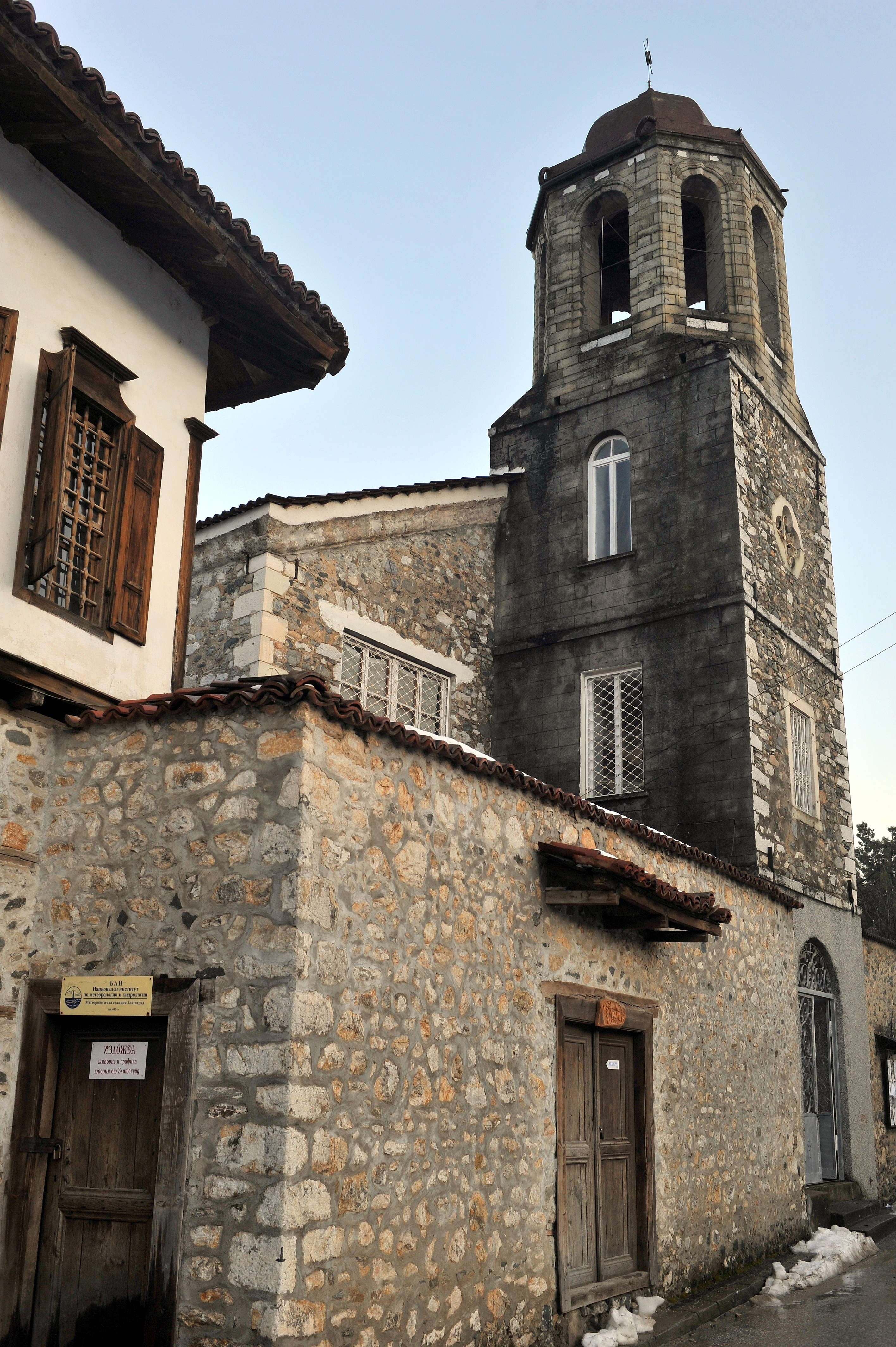
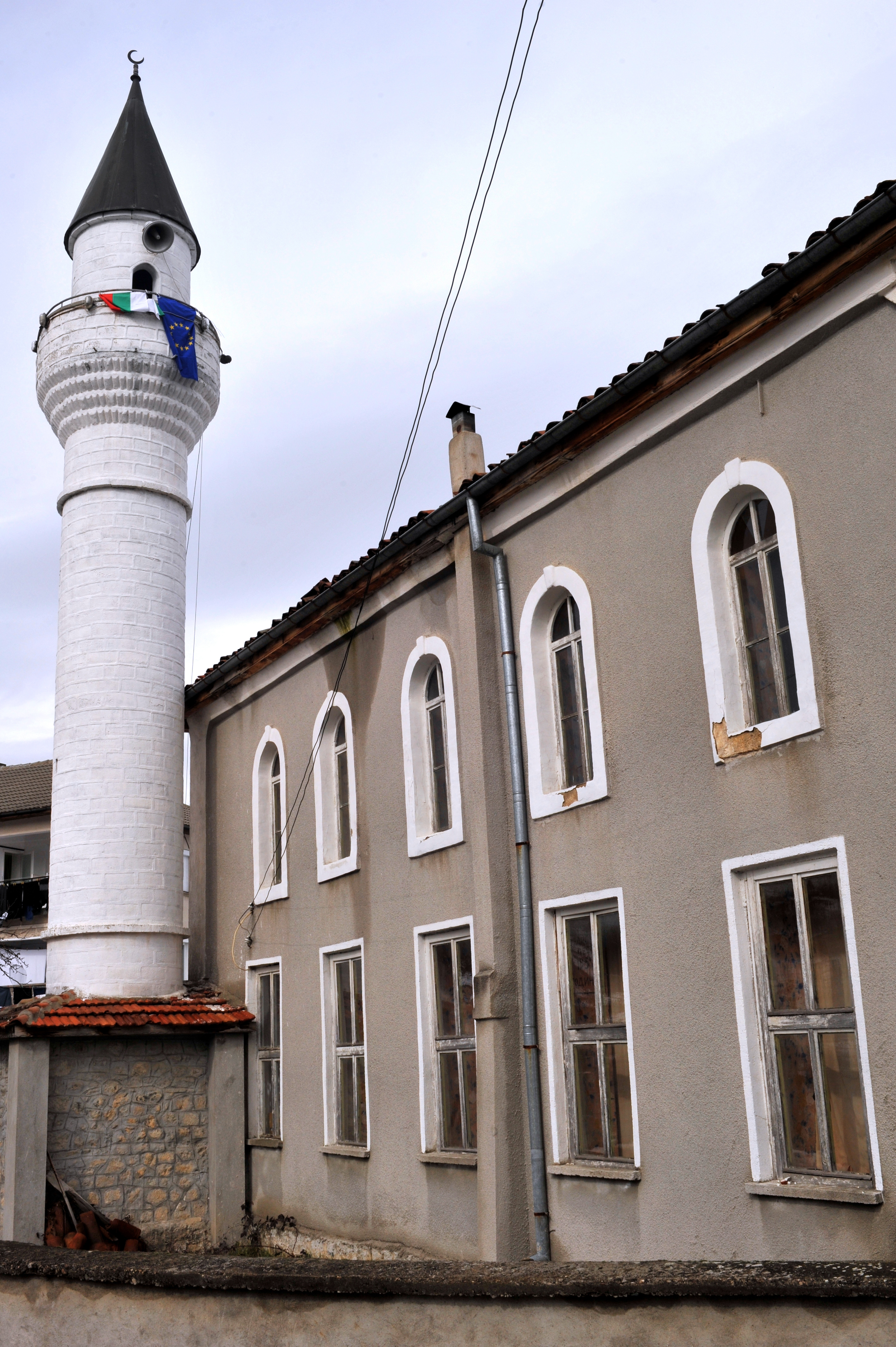
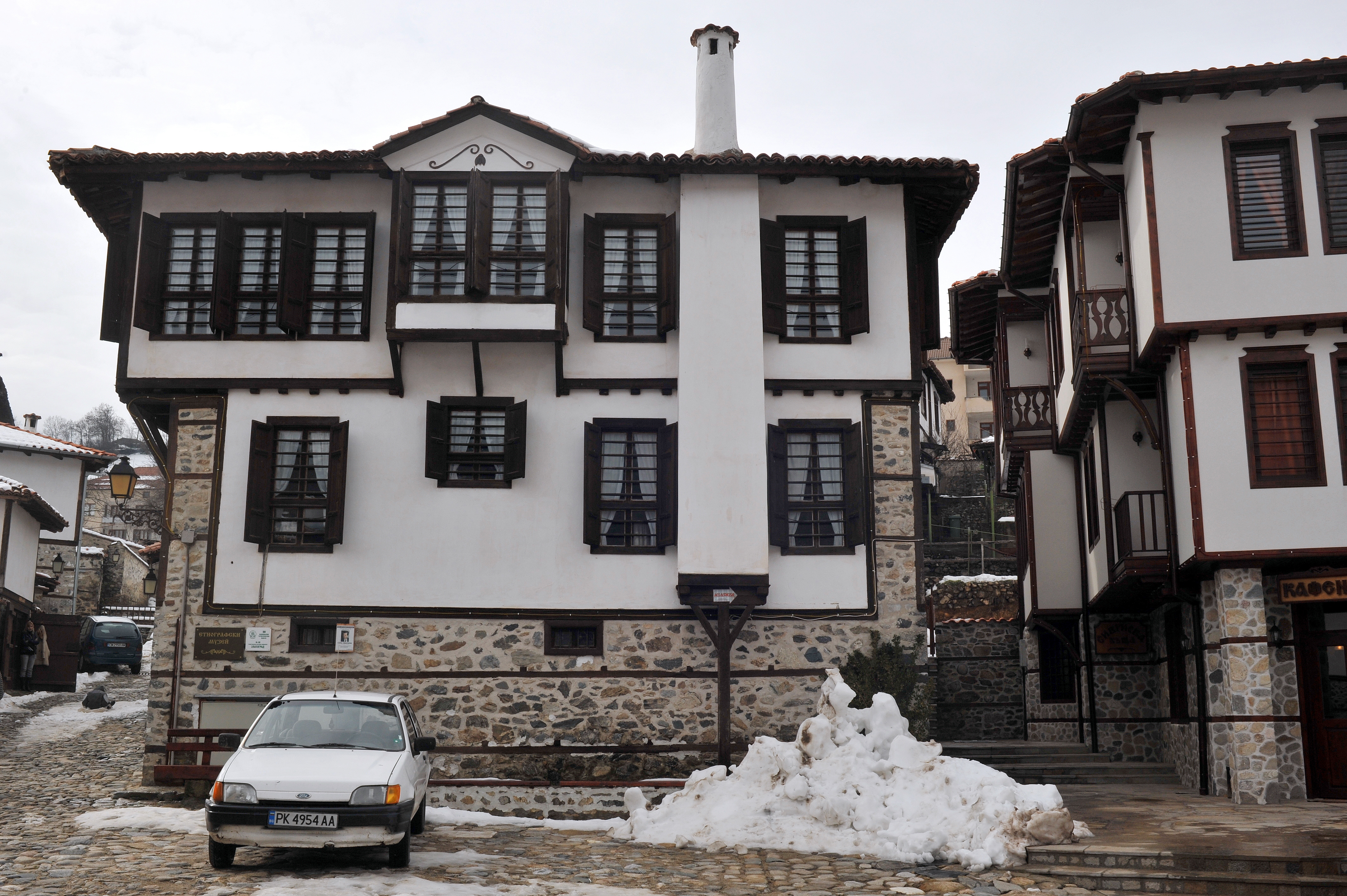
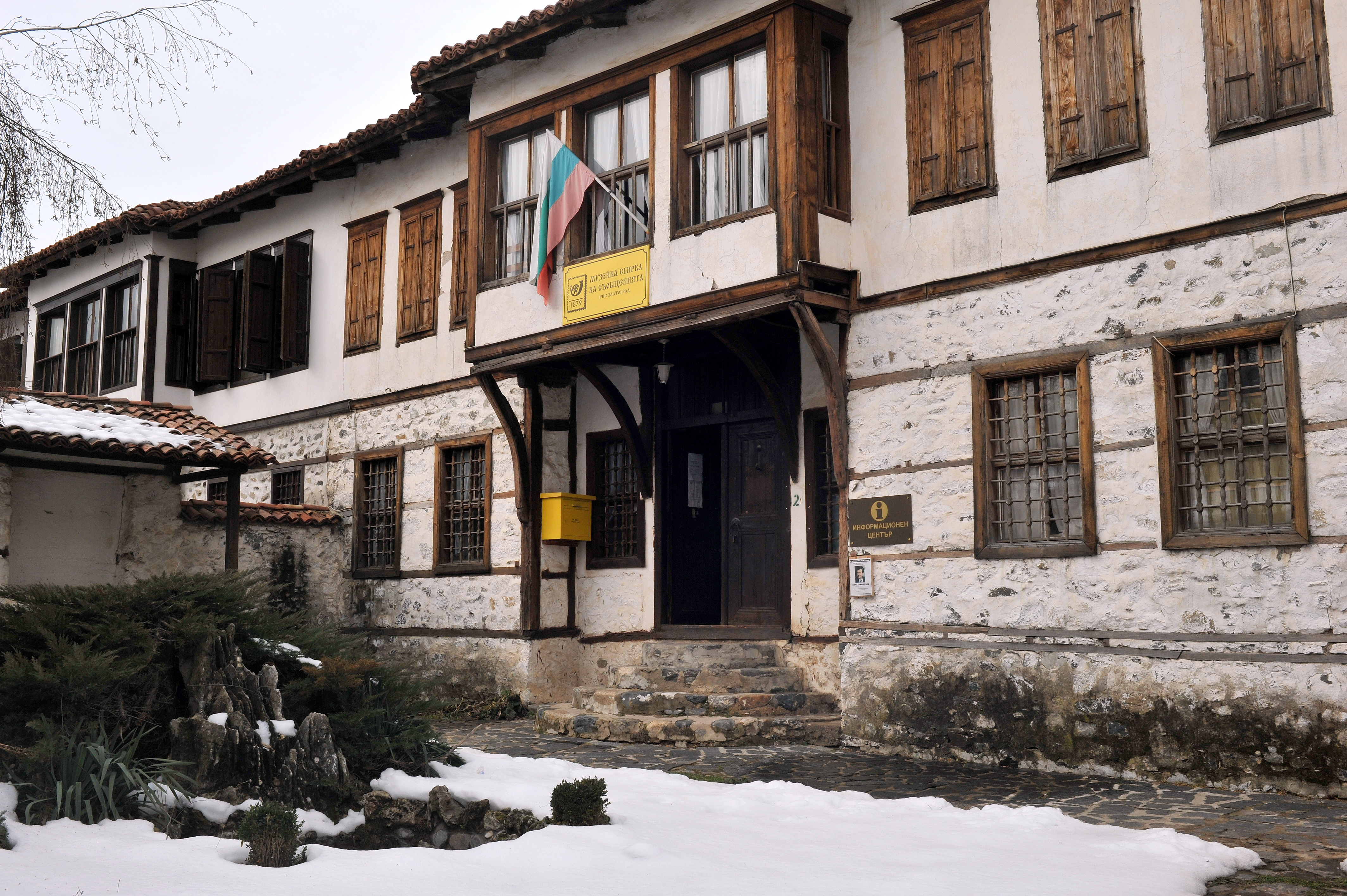
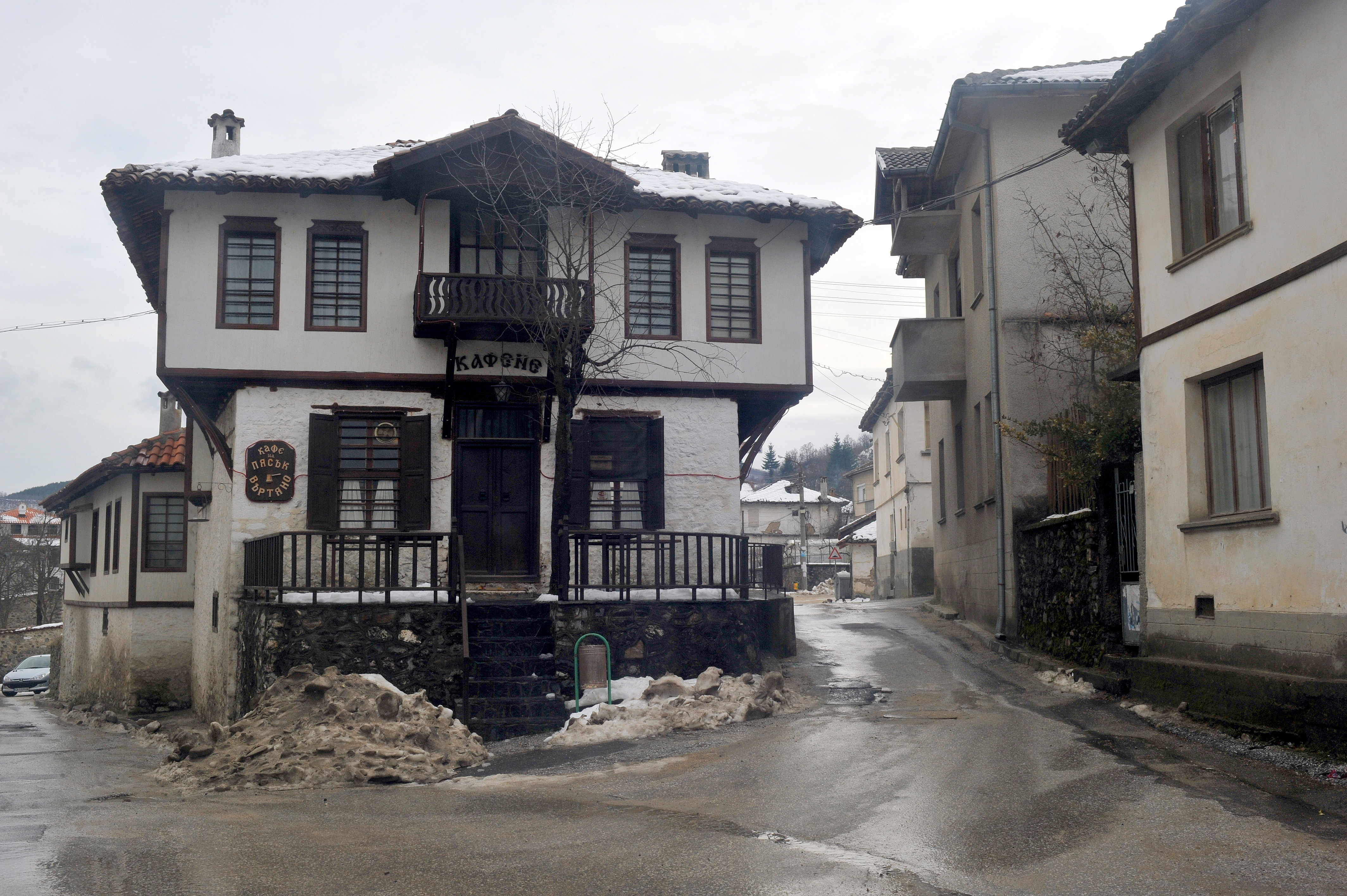